# Unterburg (Gemeinde Althofen)
Die Rotte Unterburg ist ein ehemaliger Ortsteil der Ortschaft Althofen in der Gemeinde Althofen im Bezirk Sankt Veit an der Glan und liegt westlich am Fuße des Thomasberges unterhalb der Althofener Altstadt.

## Namenkundliches
Der Ortsname Unterburg bedeutet, da in der frühen Ortsnamenentwicklung die Wörter Burg und Berg füreinander stehen konnten, entweder unter der Burg oder unterm Berg.

## Geschichte
1460 erstmals urkundlich erwähnt, bestand der Ort zu Beginn des 19. Jahrhunderts aus fünf Höfen mit folgenden Vulgarnamen: Miklitsch, Maurerschmiede, Blitzhof, Reiterhube und Foirer.
Ab den 1980ern entwickelte sich Unterburg zum Wohngebiet. Bis 1997 wurde Unterburg offiziell als Ortsteil von Althofen geführt.

## Bevölkerungsentwicklung
Seit der Volkszählung von 1900 liegen für Unterburg Einwohnerzahlen in Abständen von typischerweise zehn Jahren bis ins Jahr 1971 vor.
| Jahr | Einwohnerzahl | Häuser |
| ---- | ------------- | ------ |
| 1900 | 42            | 5      |
| 1910 | 45            |        |
| 1923 | 66            | 5      |
| 1951 | 62            | 6      |
| 1961 | 72            | 9      |
| 1971 | 26            | 6      |

## Kultur und Sehenswürdigkeiten

### Villa Kottowitz
Im Jahr 1900 wurde der Umbau des ehemaligen Foirergutes zur Villa Juliana, benannt nach der damaligen Besitzerin Juliana Stocker, im historistischen Heimatstil abgeschlossen. Wohl schon gleichzeitig wurde ein turmartiger Erker im Stil der Neorenaissance angebracht.
Nach 1907 wurde ein weiterer Erker errichtet, der bereits Elemente des Wiener Jugendstils aufweist. 1919 erwarb Guido von Kottowitz, Edler von Kortschak, das Anwesen.

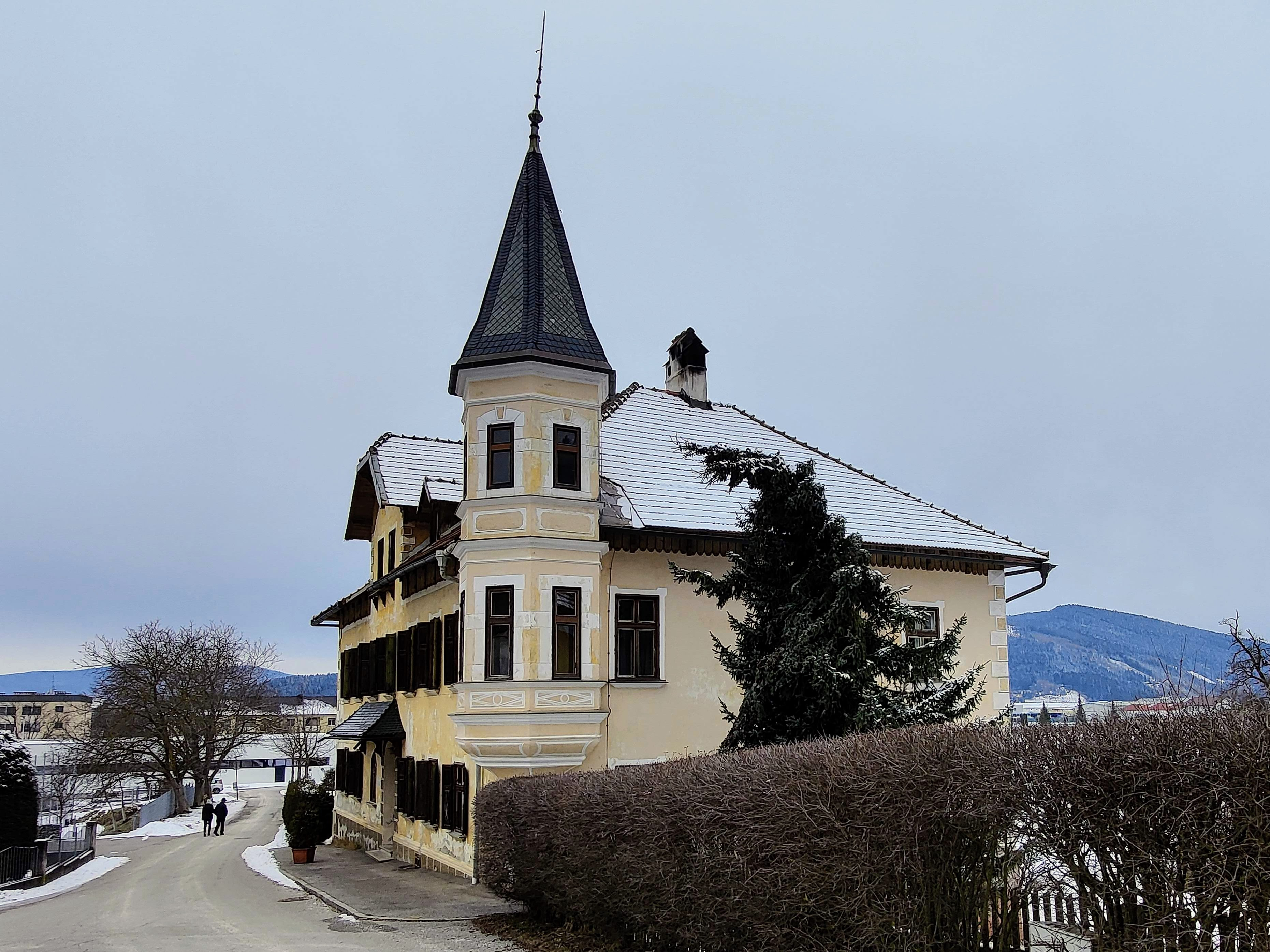
Villa Kottowitz: Erker im Stil der Neorenaissance (2021)
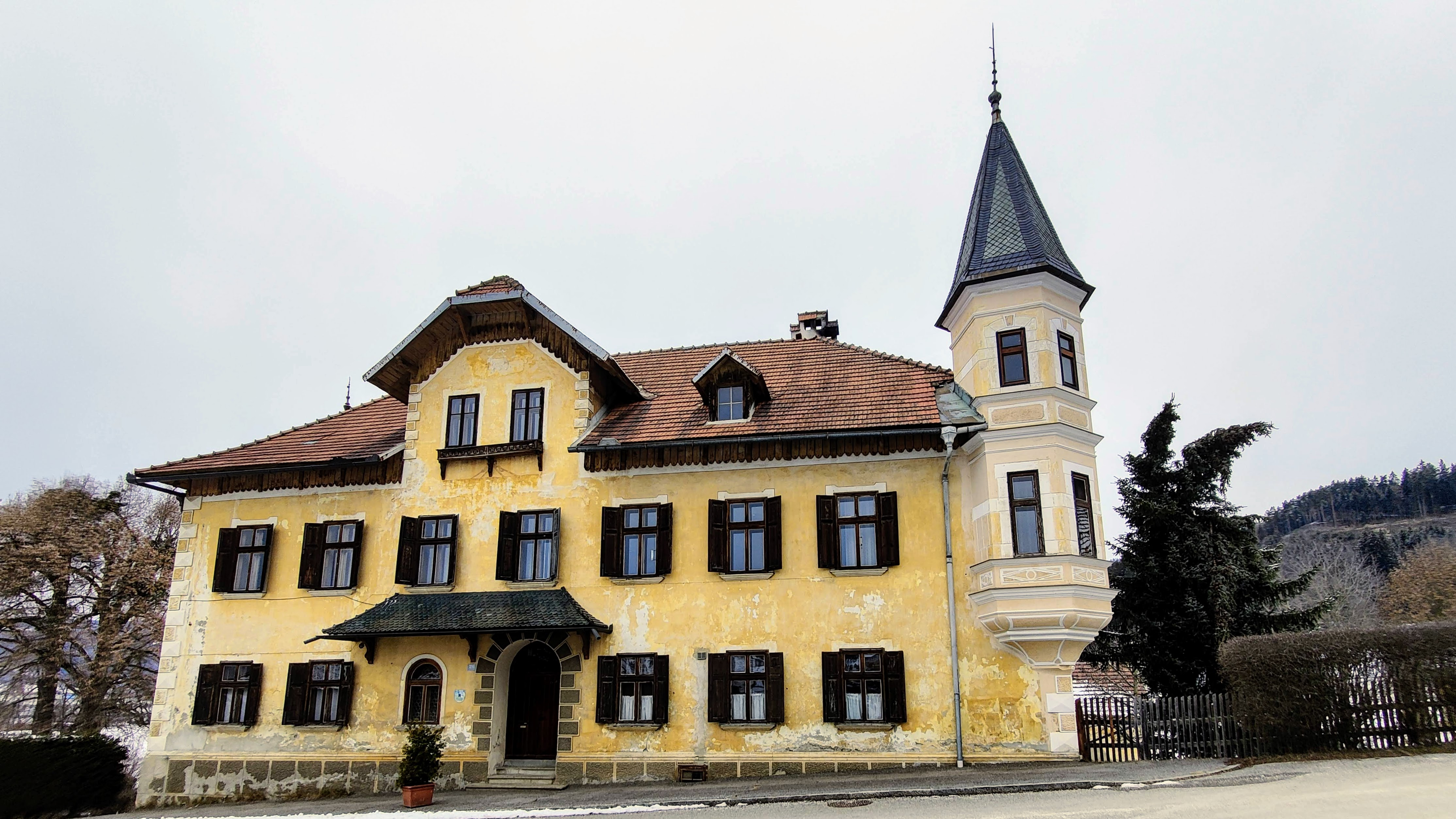
Villa Kottowitz: Hauptgebäude im Heimatstil (2021)
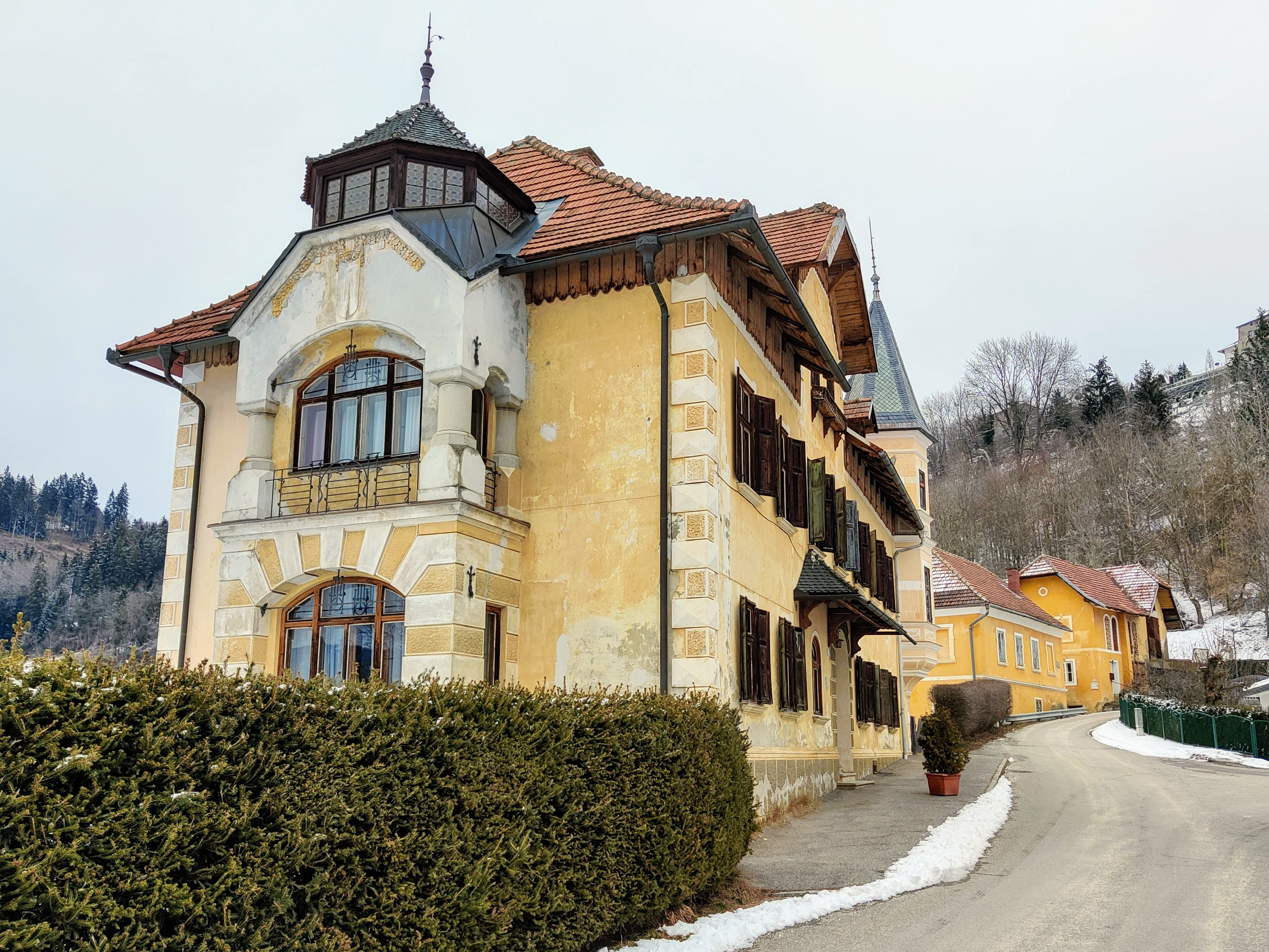
Villa Kottowitz: Erker im Stil der Wiener Seccesion (2021)

### Villa Helenenhof
Der Um- und Ausbau des ehemals sogenannten Schallerhauses zur Villa im historistischen Heimatstil geht auf die damalige Besitzerin Gräfin Helene Starzenska im Jahr 1886 zurück. 
Zwischen 1893 und 1910 war die Villa im Besitz der ungarischen Operettensängerin Ilka Palmay, verehelichte Gräfin Kinsky. In dieser Zeit wurde die Villa um den Nordtrakt, die Veranda und das südlich gelegene, kleine Nebengebäude erweitert.

## Persönlichkeiten
- Josef Hirn (1869 – 1941): Vizebürgermeister von Althofen (1913 – 1918), geschäftsführender Gemeindevorsteher von Althofen (1915 – 1918).[2]